# Kahúnské papyry

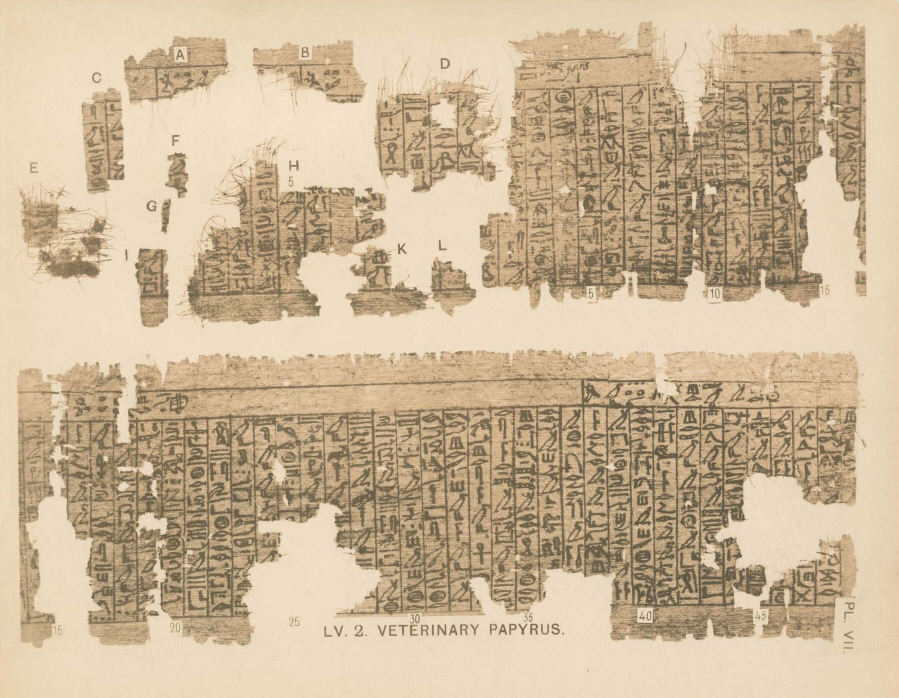
Fragmenty Zvěrolékařského papyru

Kahúnské papyry byly vykopány v roce 1898 anglickým archeologem sirem Williamem Mathewem Flinders Petriem (1853–1942) ve špatném stavu v troskách faraonského paláce Kahúnu. Kahún byl postaven v oblasti fajjúmské oázy asi v roce 2200 př. n. l. a zničen o sto let později . 
Prvním je tzv. Zvěrolékařský papyrus z Kahúnu, napsaný kolem roku 1900 př. n. l. Je to jeden z mála papyrů napsaných kurzívními hieroglyfy, ostatní papyry jsou psány hieratickým písmem. Jedná se o krátký a nesouvislý úryvek o nemocech zvířat.  Na rozdíl od téměř všech ostatních papyrů není tento text psán v řádcích, ale ve sloupcích. Nejlépe se dochovaly textové části o chorobách skotu, které obsahují mimo jiné první dochovaný popis moru skotu. Kromě toho jsou jako pacienti jmenovány také ryby, husy a psi. Tento papyrus je svým veterinárním obsahem prvním a tedy nejstarším známým dokumentem veterinární literatury lidstva.
Druhým je tzv. Gynekologický papyrus z Kahúnu, napsaný také kolem roku 1900 př. n. l. Je 32 cm vysoký a 1 m dlouhý. Dochovány tak jsou tři strany z knihy o ženských nemocech a prognózách porodu. Šlo o lékařskou učebnici, na jejíž 1. straně bylo 17 lékařských pouček začínajících slovy: „Lék pro ženu, která trpí na…“. V Londýně Petrie zjistil, že papyrus hovoří výlučně o ženských chorobách a od té doby se tak tento papyrus nazývá Gynekologický kahúnský papyrus. Popisuje nejen poruchy močového měchýře, zápaly žil, ale vyskytly se i názory, že také rakovinu. Už tenkrát dokázali nejen popsat, ale i léčit krvácení, poruchy cyklu, opuchliny, zápaly v podbřišku, poruchy polohy dělohy, o které se hovořilo, že je ji třeba uložit na původní místo. Jde o ucelený dokument pojednávající o ženských chorobách, popisuje metody pro stanovení těhotenství a určení pohlaví plodu.
Kahúnské papyry obsahují také fragmenty matematických úloh, dopisů a literární díla, např. hymnus na oslavu Senusreta III. a jeho velkých činů.
Papyry jsou nyní v Petrieho muzeu egyptské archeologie na University College London.